# Megachile crassula
Megachile crassula är en biart som beskrevs av Pérez 1896. Megachile crassula ingår i släktet tapetserarbin, och familjen buksamlarbin. Inga underarter finns listade i Catalogue of Life.